# Béla Mačevský
Béla Mačevský (maďarsky Béla macsói herceg; po 1243? – listopad 1272, Markétin ostrov) byl vévoda mačevský a bosenský z dynastie Rurikovců.

## Život
Narodil se jako syn uherské princezny Anny a Rostislava Haličského, syna sv. Michala Černigovského z rodu Rurikovců, který na dvůr uherského krále uprchl před Tatary. Anna byla oblíbenou dcerou uherského krále Bély IV. a Marie z rodu Laskarisů. Rostislav se stal díky Bélově výpadu do Bosny po roce 1250 mačevským vévodou se sídlem v Bělehradě. Roku 1256 byl zprostředkovatelem mírového jednání mezi nikajským císařem Theodorem II. a Bulharskem, které se později pokoušel získat pro sebe. Pomáhal svému tchánovi při válce s Přemyslem Otakarem II., zúčastnil se bitvy u Kressenbrunnu a po uzavření míru se stal tchánem českého krále. Poté společně se Štěpánem napadl Bulharsko a o dva roky později zemřel.
Synové Michal a Béla si sice dědictví po zesnulém otci rozdělili, ale neustále museli odolávat výpadům svého strýce Štěpána, mladšího uherského krále, kterému Béla IV. ubral část pozemků a předal je svým dvěma vnukům. Ovdovělá Anna se pokusila omezit Štěpánovu rozpínavost stížností k papeži, leč marně. Béla stál v rodinném sporu o moc při dědovi. Na jaře 1266 byl na mírové smlouvě uzavřené mezi dědem a strýcem Štěpánem jmenován na straně děda společně s dalším strýcem Bélou Mladším.
Roku 1270 král Béla zemřel a Anna společně s částí uherské aristokracie odešla do českého exilu. Béla Mačevský na pražský dvůr neodešel, zůstal v Uhrách, Štěpánovi zachoval věrnost a účastnil se jeho bojů s Přemyslem. Po Štěpánově smrti roku 1272 se Béla jako nejbližší mužský příbuzný nezletilého následníka mohl stát regentem, což se mu stalo osudným.
V listopadu 1272 byl Jindřichem z Kyseka vylákán ke schůzce na Zaječí ostrov a tam zavražděn a na kusy rozsekán.
| „               | ...Tento Jindřich vida přízeň, s jakou přijat Jiljí, pln nevole a pomstychtivosti vrátil se do Uher a tu pokořiv se králi, vyzradil zároveň úmysly strany králi nepřátelské, ba on setkav se na ostrově mezi Budínem a Peští s Belou, počal s ním hádku, která skončila zabitím Bélovým, jehož tělo na kusy rozsekáno. Vrah odměněn tím, že jmenován banem a zabavené jeho statky vesměs mu vráceny... | “ |
| — Česká kronika | |   |

Záminkou byla pro družinu Kyseckých, kteří se vrátili z exilu na pražském dvoře, údajná Bélova zrada, že prý se chtěl zmocnit uherského trůnu. Regentkou se stala královna vdova Alžběta Kumánská, Jindřich Kysecký získal titul slavonského bána a Přemysl Otakar II. musel odpovědět na potupnou smrt svého švagra. Mezi Uherskem a Čechami se chystala další válka.